# Enseigne Roux
Enseigne Roux – francuski niszczyciel z okresu I wojny światowej. Jednostka typu Enseigne Roux. Okręt wyposażony w cztery kotły parowe opalane ropą i turbiny parowe. Zapas paliwa 175 ton. Operował na Morzu Północnym. Z listy floty skreślony w 1936 roku.